# Gräskärret
Gräskärret är en sjö i Sala kommun i Västmanland och ingår i Norrströms huvudavrinningsområde.